# Демидчик, Янина Константиновна
Янина Константиновна Демидчик, в девичестве — Скуратович (1 июля 1930 год, деревня Слобода, Смолевичский район, Минская область) — звеньевая колхоза «1 мая» Смолевичского района Минской области, Белорусская ССР. Герой Социалистического Труда (1966). Депутат Верховного Совета Белорусской ССР 7-го созыва.

## Биография
Родилась в 1930 году в деревне Слобода. С 1938 года обучалась в начальной школе в родной деревне. Окончив семилетнюю школу после войны, с 1950 года трудилась полеводом в колхозе «1 мая».
С 1965 года возглавляла льноводческого звено. В этом же году звено перевыполнило план по выращиванию льна-долгунца, собрав с каждого гектара в среднем по 6 центнеров волокна и 8 центнеров семян на участке площадью 32 гектаров. Указом Президиума Верховного Совета СССР от 30 апреля 1966 года за успехи, достигнутые в увеличении производства и заготовке льна удостоена звания Героя Социалистического Труда с вручением ордена Ленина и золотой медали «Серп и Молот».
В 1967 году избиралась депутатом Верховного Совета Белорусской ССР 7-го созыва от Верхменского избирательного округа.
С 1972 года — звеньевая колхоза «1 мая». В 1994 году вышла на пенсию.

## Награды
- Герой Социалистического Труда (30 апреля 1966)
- Орден Ленина
- Почётный гражданин Смолевичского района (2007)